# Jean Guitton (homme politique)
Pour les articles homonymes, voir Jean Guitton (homonymie) et Guitton.
Jean Guitton, né le 20 septembre 1906 à Guenrouët et mort le 17 octobre 1984 à Saint-Nazaire, est un homme politique socialiste et résistant français.

## Biographie
Jean Baptiste Élie Pierre Marie Guitton est le fils de Pierre-Marie Guitton et de Marie-Louise Terrien.
Entré au Trésor, il devient sous-économe des Hôpitaux de Saint-Nazaire en 1937. Il est alors militant de la CGT et de la Section française de l'Internationale ouvrière (SFIO).
Actif dans la Résistance intérieure, il est membre du mouvement Libération-Nord.
Il est député (SFIO) sous la Quatrième République de la Loire-Inférieure/Atlantique. Il est battu aux élections législatives de la première législature de la Ve République par le syndicaliste Nestor Rombeaut (MRP).